# Euripus sunta
Euripus sunta är en fjärilsart som beskrevs av Hans Fruhstorfer 1903. Euripus sunta ingår i släktet Euripus och familjen praktfjärilar. Inga underarter finns listade i Catalogue of Life.